# Ligament sacro-épineux
Le ligament sacro-épineux (ou petit ligament sacro-sciatique ou ligament sacrospinal) est un ligament de la zone pelvienne tendu entre le sacrum et l'os coxal. Il contribue aux articulations fibreuses de la ceinture pelvienne.

## Description
Le ligament sacro-épineux est une lame fibreuse triangulaire avec une base supérieure et médiale.
Il s'insère en dedans sur la partie inférieure du bord externe du sacrum et du coccyx, en avant du ligament sacro-tubéral.
Les fibres se dirigent en bas, en avant et en dehors pour se fixer sur l'épine ischiatique.
Il contribue à la fermeture du grand foramen ischiatique et sépare ce dernier du petit foramen ischiatique.
Sa face antérieure est recouverte du muscle coccygien et sa face postérieure se croise avec le ligament sacro-tubéral.

## Anatomie fonctionnelle
Le ligament sacro-épineux joue un rôle dans la stabilisation de l'articulation sacro-iliaque en freinant la rotation coxale sur le sacrum.

## Aspect clinique
Un prolapsus génitall peut survenir chez les femmes lorsque les autres ligaments pelviens et les structures de soutien sont affaiblis. Un traitement est la fixation sacro-épineuse. Dans cette chirurgie, l'apex du vagin est suturé au ligament sacro-épineux, qui peut offrir un soutien plus solide que les ligaments pelviens affaiblis, empêchant idéalement un nouveau prolapsus.

## Remarque
Certains auteurs le considèrent comme un ligament de l'articulation sacro-iliaque.
La nomenclature anatomique TA2 le considère comme une articulation fibreuse de la ceinture pelvienne (syndesmose).

## Galerie

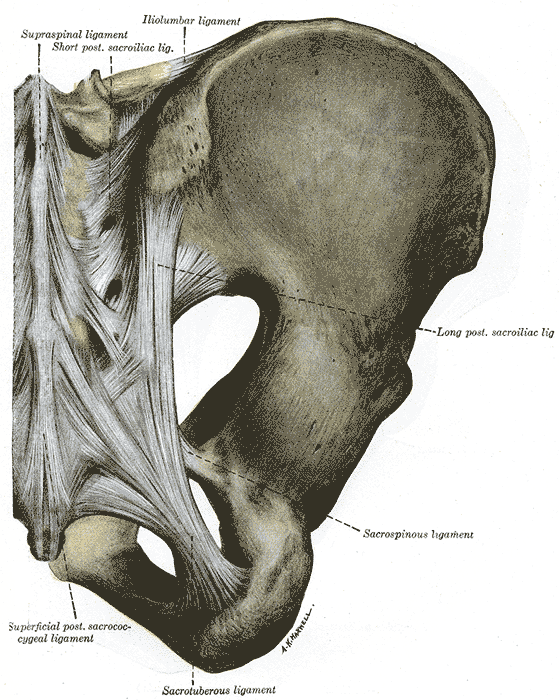
Articulations du pelvis. Vue postérieure.
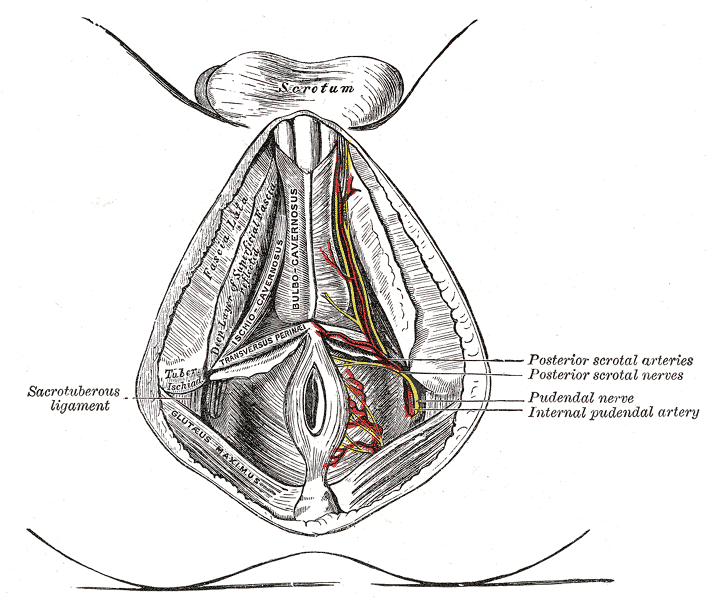
Les branches superficielles de l'artère honteuse interne.
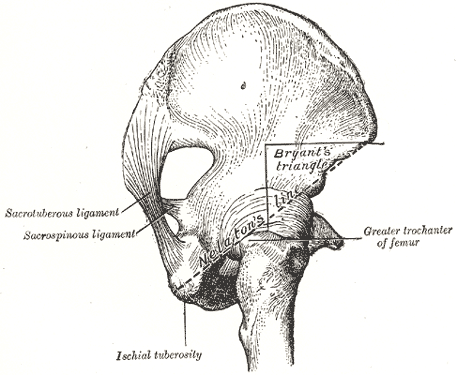
La ligne de Nélaton et le triangle de Bryant.